# 桂妮薇尔·考夫曼
桂妮薇尔·考夫曼 （英語：Dr Guinevere Alice Mei-Ing Kauffmann, 1968年12月26日—）是一位美国天体物理学家，与丈夫西蒙·怀特同为马克斯·普朗克天体物理研究所所长。

## 生平
1988年拿到开普敦大学应用数学学士学位，1990年拿到天文学硕士学位。1993年拿到剑桥大学天文学博士学位，和导师西蒙·怀特协作。
她是加州大学伯克利分校米勒研究所的项目成员之一，之后被马克斯·普朗克外空物理学研究所和马克斯·普朗克天体物理研究所纳入博士后。2003年成为马克斯·普朗克天体物理研究所团队领导，2013年成为马克斯·普朗克天体物理研究所所长之一。
她的研究领域包括星系的形成和演化模型，分析观测星系的性质，包括它们的原子和分子气体，活动星系核和斯隆数字化巡天.
考夫曼博士协调了欧盟的玛丽居里研究培训网络，将来自欧洲各地的跨学科项目的研究人员汇集起来。

## 荣誉
- 2007年获得德国科学基金会颁发的戈特弗里德·威廉·莱布尼茨奖，这是德国研究的最高荣誉奖项
- 2009年被选为美国文理科学院院士[3]
- 2010年4月获得联邦十字勋章, 2010年4月21日颁奖仪式上由巴伐利亚州州长霍斯特·泽霍费尔亲自颁发奖状[2]
- 2010年被选为利奥波第那科学院院士
- 2012年被选为美国国家科学院院士